# Mardan Mamat

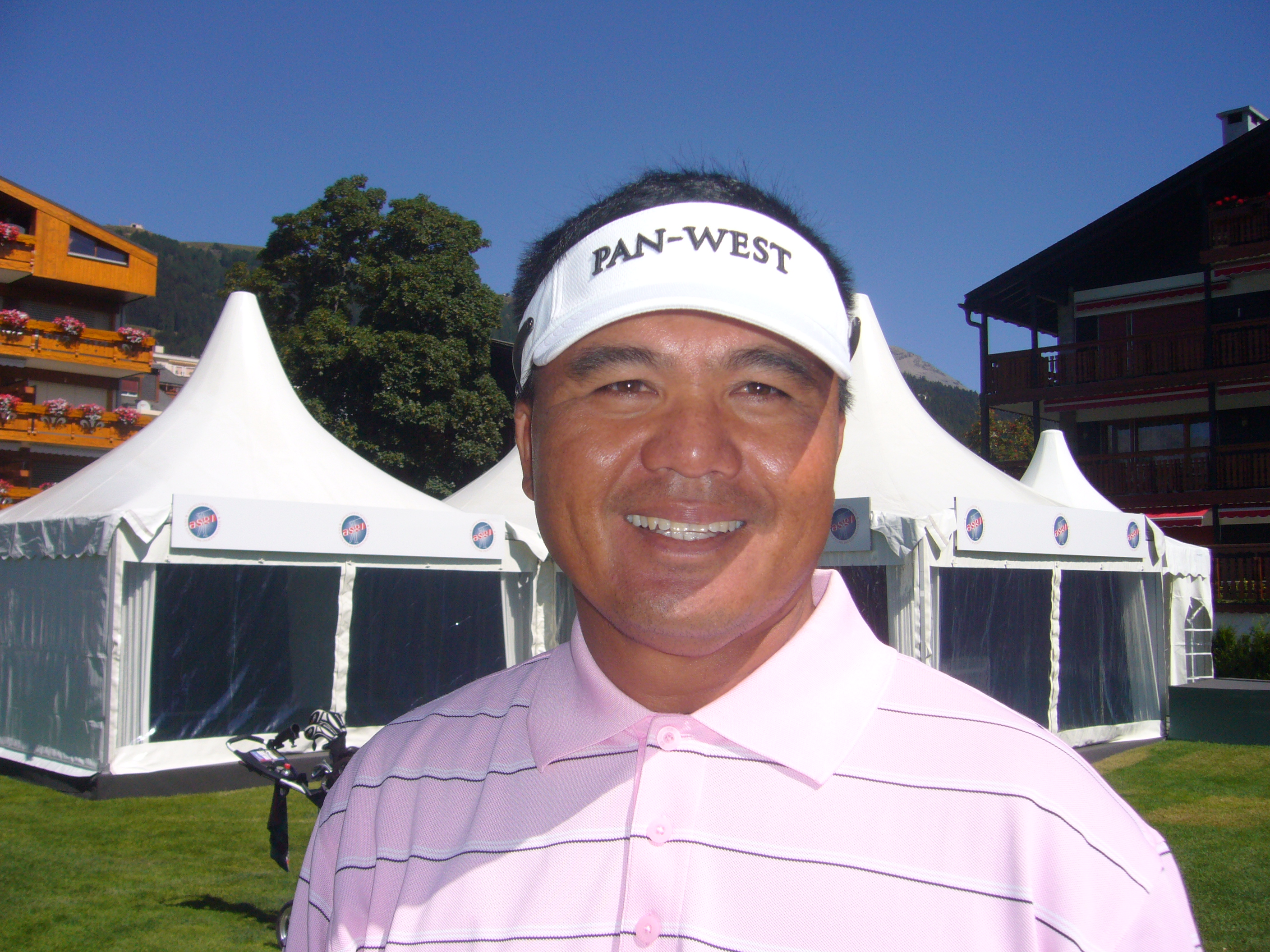
European Masters in Crans, 2009

Mardan Mamat (31 oktober 1967) is een golfprofessional uit Singapore. Hij speelt op de Aziatische (AT) en Europese Tour (ET).
Hij woont in Singapore met zijn vrouw en vijf kinderen.

## Amateur

#### Gewonnen
- 1993: Putra Cup,  Singapore PGA Championship (als amateur)
- 1994: Malaysian Amateur Open Championship, Singapore PGA Championship (als amateur)

#### Teams
- Eisenhower Trophy (namens Singapore): 1992
- Putra Cup: 1993 (winnaar individueel en als team)

## Professional
In 1994 werd Mamat professional. In 1997 werd hij de eerste speler uit Singapore die zich op Royal Troon kwalificeerde voor het Brits Open.
Met het winnen van de Singapore Masters in 2006 is hij de eerste speler uit Singapore die winnaar op de Aziatische en Europese Tour (ET) wordt; hij krijgt voor twee jaren speelrecht op de Europese Tour. De Singapore Masters won hij met één slag van de Engelse speler Nick Dougherty, winnaar van 2005. Na deze overwinning mocht hij twee seizoenen op de Europese Tour spelen.

#### Gewonnen
- 1997: Emirates PGA Golf Championship (Singapore)
- 1998: Emirates PGA Golf Championship (Singapore)
- 2001: PFP Classic (Malaysia)
- 2004: Royal Challenge Indian Open (AT)
- 2006: OSIM Singapore Masters (AT/ET) op de Laguna National Golf and Country Club
- 2012: ICTSI Philippine Open (AT)
- 2014: Resorts World Manila Masters (AT)
- 2015: Bangladesh Open (AT)

#### Teams
- World Cup (namens Singapore): 2002, 2005, 2006
- VISA Dynasty Cup (team Rest of Asia): 2005 (winnaars)